# Ипион
И́пион (греч. Ίππειον) — деревня в Греции, на острове Лесбос в северо-восточной части Эгейского моря. Административно относится к общине Митилини в периферийной единице Лесбос в периферии Северные Эгейские острова. Расположена на высоте 20 м над уровнем моря. Население 818 человек по переписи 2011 года.

## История
При выполнении земляных работ на канализационных сетях и очистных сооружениях на глубине 1,5 метра под дорогой близ центра Ипиона 4 марта 2016 года была обнаружена неповреждённая гробница из сланца с захоронением в лежачем положении молодой женщины, датируемая примерно 750—700 годами до н. э. Погребальный инвентарь включает в себя пять глиняных сосудов, в том числе кубок (маленький кратер), глубокую и неглубокую леканы, две кружки (πρόχους), а также бронзовые и золотые украшения на поясе и голове и костяную пряжку. Это две серьги-спирали из тонкого сусального золота в технике зерни, большая двуконическая бусина, а также медная бусина, вероятно, из ожерелья. К северу от могилы найден ящик из сланца, в котором находилась глиняная амфора с пеплом с каменной крышкой, а также неглубокая глиняная лекана. Украшения являются уникальными образцами ювелирного искусства раннего исторического времени, которое робко развивалось в VIII веке до н. э. на Эгейских островах и в материковой Греции и достигает кульминации в VII и VI веках до н. э. Гробница является первой раскопанной на острове гробницей Тёмных веков.
Женщина была аристократкой (αρχόντισσα), находилась на восьмом месяце беременности и погибла от множества травм, вероятно во время сильного землетрясения. Находки выставлены в Археологическом музее Митилини.

## Сообщество
Сообщество Ипион (Κοινότητα Ιππείου) создано в 1918 году (ΦΕΚ 116Α). В сообщество входит три населённых пункта. Население 847 человек по переписи 2011 года. Площадь 9,652 квадратных километров.
| Населённый пункт | Население (2011), человек |
| ---------------- | ------------------------- |
| Ипион            | 818                       |
| Кайяни           | 9                         |
| Ларсос           | 20                        |

## Население
| Год  | Население, человек |
| ---- | ------------------ |
| 1991 | 861                |
| 2001 | 836                |
| 2011 | ↘ 818              |